# Arup
Arup è una società che presta servizi professionali di ingegneria, design e altro per ogni aspetto dell'ambiente edile; è presente in America, in Australia, all'est dell'Asia e in Europa. I progetti sono stati finanziati in più di 160 paesi.

## Progetti principali

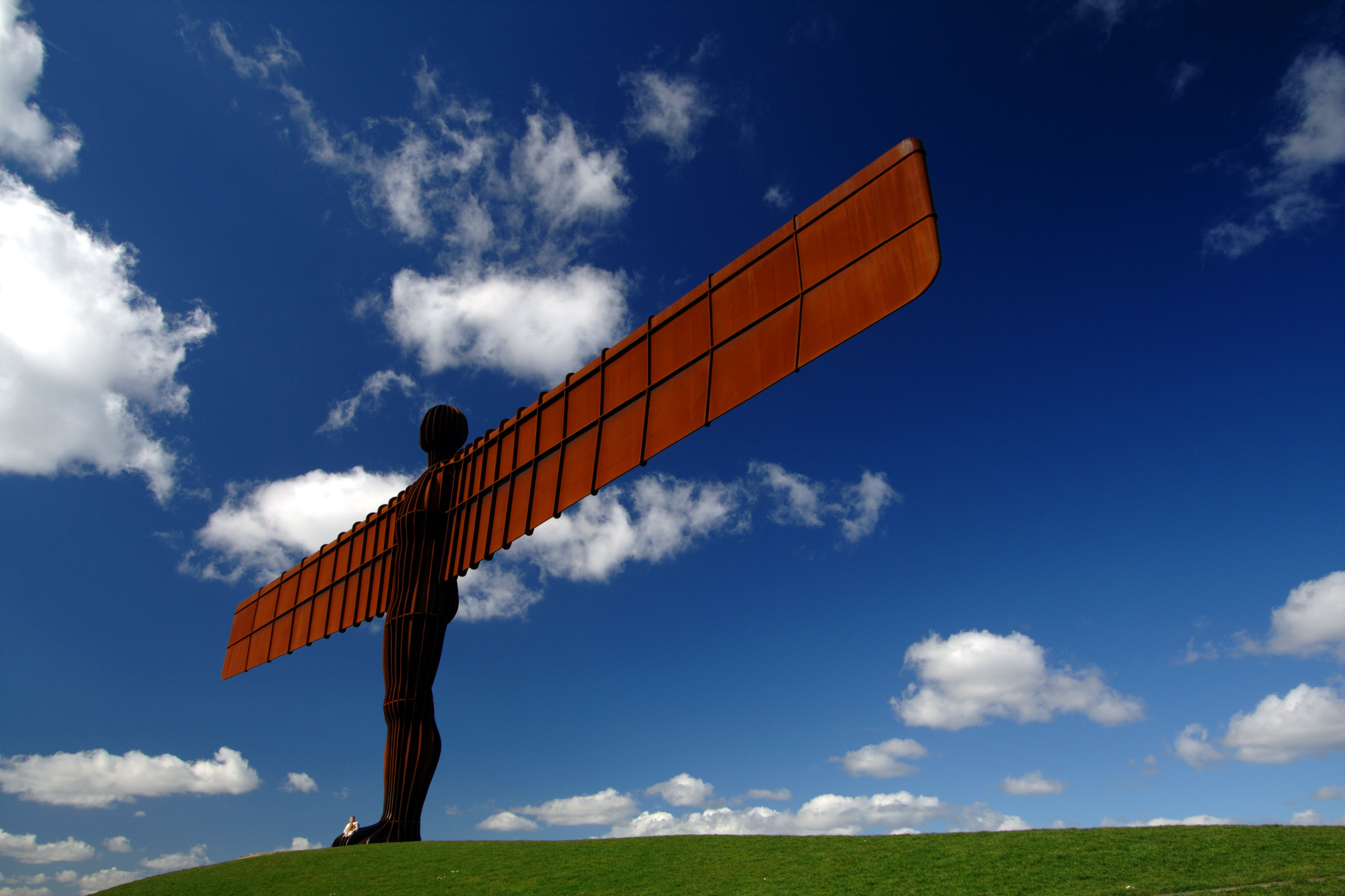
Angel of the North

### In Europa
- 30 St Mary Axe, Londra
- Allianz Arena, Monaco di Baviera
- Centro Georges Pompidou, Parigi
- Tour Sequana, Issy-les-Moulineaux, Parigi
- Trincerone Est, Salerno, Italia[2]
- Angelo del Nord, Gateshead, Regno Unito
- Casa da Música, Porto
- High Speed 1, Regno Unito
- Millennium Bridge, Londra
- Stadio Nou Mestalla, Valencia
- Ponte di Øresund, Danimarca / Svezia
- Scottish Parliament Building, Edimburgo
- Nuova area "Porta Nuova, Le Varesine", Milano
- Torre Isozaki, Milano CityLife, Italia
- Bosco Verticale, Milano, Italia

### In America
- De Young Memorial Museum, San Francisco, Stati Uniti
- Torre Bicentenario, Città del Messico, Messico
- Apple Park, Cupertino, Stati Uniti

### In Asia
- Centro acquatico nazionale, Pechino, Cina
- Stadio Nazionale, Pechino, Cina
- Sede della China Central Television, Pechino, Cina
- Dongtan Ecocity, Cina
- Canton Tower, Canton, Cina
- HSBC headquarters, Hong Kong
- Singapore Flyer, Singapore

### In Oceania
- Sydney Opera House, Sydney